# El Recreo, Pánuco
El Recreo är en ort i Mexiko.   Den ligger i kommunen Pánuco och delstaten Veracruz, i den östra delen av landet, 300 km norr om huvudstaden Mexico City. El Recreo ligger 13 meter över havet och antalet invånare är 122.
Terrängen runt El Recreo är mycket platt. Runt El Recreo är det glesbefolkat, med 11 invånare per kvadratkilometer. Närmaste större samhälle är Pánuco, 4,7 km väster om El Recreo. Trakten runt El Recreo består till största delen av jordbruksmark.